# Вили Сањол
Вили Давид Фредерик Сањол (фр. Willy David Frédéric Sagnol; 18. март 1977) бивши је француски фудбалер, а садашњи фудбалски тренер. Тренутно ради као селектор репрезентације Грузије.

## Каријера

### Играчка
Сањол је сениорски деби имао у дресу Сент Етјена, одакле након две сезоне прелази у Монако где остаје наредне три сезоне и осваја једно Првенство Француске и два Суперкупа Француске. Године 2000. прелази у Бајерн Минхен и ту остаје до краја каријере 2009. године. Са њима је за то време освојио Лигу шампиона 2001, пет пута је био првак Немачке, четири пута је освојио Куп а два пута Лига куп Немачке. Такође има и освојен један Интерконтинентални куп.
За репрезентацију Француске је од 2000. до 2008. одиграо 58 утакмица. Био је члан тима који је стигао до финала Светског првенства 2006. Са националним тимом је освојио два пута Куп конфедерација (2001. и 2003).

### Тренерска
Био је селектор репрезентације Француске до 21. године током 2013. и 2014. године. У мају 2014. је постављен за тренера Бордоа и са њима је остао до марта 2016. када је отпуштен.

## Успеси

### Клупски
Монако
- Првенство Француске (1): 1999/00.
- Суперкуп Француске (2): 1997, 2000.

Бајерн Минхен
- Лига шампиона (1): 2000/01.
- Бундеслига (5): 2000/01, 2002/03, 2004/05, 2005/06, 2007/08.
- Куп Немачке (4): 2002/03, 2004/05, 2005/06, 2007/08.
- Лига куп Немачке (2): 2004, 2007.
- Интерконтинентални куп (1): 2001.

### Репрезентативни
Француска
- Светско првенство - вицешампион: 2006
- Куп конфедерација (2): 2001, 2003.